# Eois expallidata
Eois expallidata là một loài bướm đêm trong họ Geometridae.